# Туманов Олег Олександрович
Олег Олександрович Туманов (10 листопада 1944 — 23 жовтня 1997 рік, Москва) — колишній головний редактор Російської служби Радіо «Свобода», агент КДБ.

## Біографія
Батько, Туманов Олександр Васильович, — колишній співробітник НКВС. Мати — Євдокія Андріанівна Туманова.
Служив на бойовій одиниці 63972 Балтійського флоту і був оголошений зниклим з борту корабля в ніч з 18 на 19 листопада 1965 року, коли корабель перебував у територіальних водах Об'єднаної Арабської Республіки поблизу лівійського кордону в затоці Салум, стоячи на якорі за 1,5 кілометра від берега.
Арешт санкціонований і підтверджений військовим прокурором двічі Червонопрапорного Балтійського флоту згідно з розшуковими документами Управління КДБ в Москві та Московській області (КДБ, розшуковий № 27/29666).
Жив у Мюнхені, ФРН, де працював до 1985 року старшим редактором російської служби «Радіо Свобода». У 1968 році першим в історії радіостанції вів прямі передачі про введення радянських військ до Чехословаччини під час Празької весни. Різко засуджував дії СРСР, які надалі призвели, як він уважав, до військових дій в Афганістані.
Був одружений зі Світланою Тумановою, що працювала до шлюбу в російській службі Бі-Бі-Сі в Лондоні, а потім в Армії США, ФРН. Їхня донька Олександра народилася в Мюнхені.
У лютому 1986 року у зв'язку з утечею в Греції кадрового офіцера 1-го Управління КДБ Віктора Гундарева, Туманов повернувся в СРСР. За версією, запропонованою на пресконференції 26 квітня 1986 року в пресцентрі МЗС на Зубовському бульварі, «Туманов на Заході був заплутаний спецслужбами США в антирадянській діяльності, працюючи з 1966 року на „Радіо Свобода“ — одним з головних центрів політично ідеологічної диверсії Заходу. За родом своєї роботи був добре поінформований і мав доступ до секретної інформації. У ході служби він переконався в підривному характері цієї організації, вороже спрямованої проти радянського народу і, визнавши свою помилку, повернувся на батьківщину».
В опублікованих в Німеччині і США в 1993 році мемуарах, Олег Туманов стверджує, що був завербований КДБ до втечі, отримавши завдання виявити зв'язки між емігрантськими організаціями і ЦРУ.
До самої смерті в 1997 році Туманов різко критикував політику російської влади.